# Historia Legnicy

## Najwcześniejsze dzieje
W IX-VIII w. p.n.e. na wschód od obecnej lokalizacji Legnicy, na wzniesieniu w rejonie dzisiejszej ulicy Spokojnej, istniała osada prasłowiańska.
W czasach rzymskich istniała prawdopodobnie na terenie miasta miejscowość zwana Lugidunum – według części analiz stolica plemienia Lugiów. Została ona odwzorowana na antycznej mapie Klaudiusza Ptolemeusza z lat 142–147 naszej ery. O tym, że miejscowość ta jest dzisiejszą Legnicą, informuje skorowidz nazw historycznych Orbis Latinus oraz wynika to z położenia wśród innych zidentyfikowanych miejscowości Śląska. Inne źródła są podstawą hipotez identyfikujących Lugidunum jako Głogów; jednak z punktu widzenia danych archeologicznych o zasiedleniu Śląska przez Celtów przypuszczenia te wydają się błędne.

## Średniowiecze
Pierwsze udokumentowane ślady osadnictwa Słowian na terenie Legnicy pochodzą z VIII w. Istniał tu już wtedy gród obronny. Legnica była centralnym grodem plemienia Trzebowian. Badania dendrochronologiczne dowodzą, że w czasach panowania Mieszka I zbudowano tu około 985 roku nowy gród w formie tzw. „grodu piastowskiego” (jednocześnie wraz z budową grodów we Wrocławiu i Opolu). Nazwa miasta pojawiła się po raz pierwszy w dokumencie pisanym Bolesława Kędzierzawego, zwierzchniego księcia Polski, w 1149. W XII w. istniała tu kasztelania, źródła z pocz. XIII w. wymieniają kasztelana Stoigniewa. U podnóża piastowskiego zamku, dzięki nadanym prawom magdeburskim zaczęło rozwijać się prężnie miasto. Tutaj krzyżowały się szlaki handlowe średniowiecznej Europy – z Niemiec, poprzez Wrocław i Kraków do Kijowa oraz z Wielkopolski na Południe. Usytuowanie sprzyjało osadnictwu oraz rozwojowi handlu i rzemiosła.
W 1241 pod Legnicą obok obecnej miejscowości Legnickie Pole rozegrała się bitwa z Mongołami (bitwa pod Legnicą).
W roku 1248 książę Bolesław II Rogatka ustanowił Legnicę stolicą księstwa legnickiego, które istniało także w formie legnicko-brzeskiego do roku 1675. Około 1250 uzyskała tzw. średzkie prawa miejskie, wzmianki historyczne podają, że wójtem był Radwan. W 1264 prawa zostały przeniesione na magdeburskie. W tym okresie powstała szkoła św. Piotra i Pawła, najznakomitsza szkoła średniowiecznej Legnicy.
Funkcje stołeczne; dla państwa (od XVI wieku o obszarze ok. 10 tys. km²); sprawowała więc przez 427 lat.
W Legnicy urodził się Witelo, który po 1268 napisał w swoim dziele Perspektywy „Lignitz castrum Poloniae” („Legnica gród Polski”). W 1329 liczyła ponad 10 tysięcy mieszkańców. Z 1312 pochodzą wzmianki o pierwszych murach miejskich, które posiadały 26 baszt i 4 wieże bramne. W XIV w. nastąpił szybki rozwój miasta, który był związany m.in. z wykupieniem od króla Bolesława III terenów pod Dobrzejowem, nad Czarną Wodą i fragmentu Puszczy Legnickiej. Rozwój handlu miał wpływ na budowę foluszy, powstawania farbiarni sukna i płótna, rozwinęło się również rzemiosło cechowe. Około 1337 powstały wodociągi i łaźnie. W latach 1428–1431 podczas wojen husyckich ufortyfikowane miasto skutecznie broniło się przed atakami husytów. W połowie XV w. burmistrz miasta Ambroży z Byczenia przyjął zwierzchnictwo czeskie, a król Władysław IV nadał Legnicy w 1453 nowy herb. W 1454 wybuchły bunty plebejskie, które doprowadziły do ścięcia burmistrza.

## Czasy nowożytne

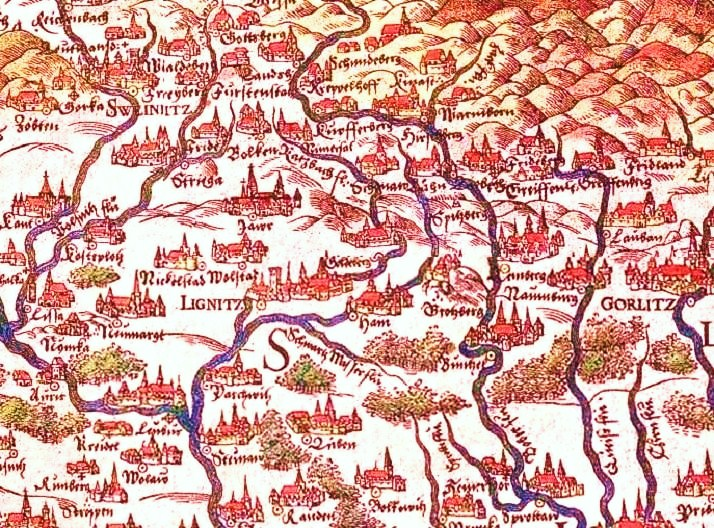
Legnica i tereny przyległe na mapie z 1561 roku

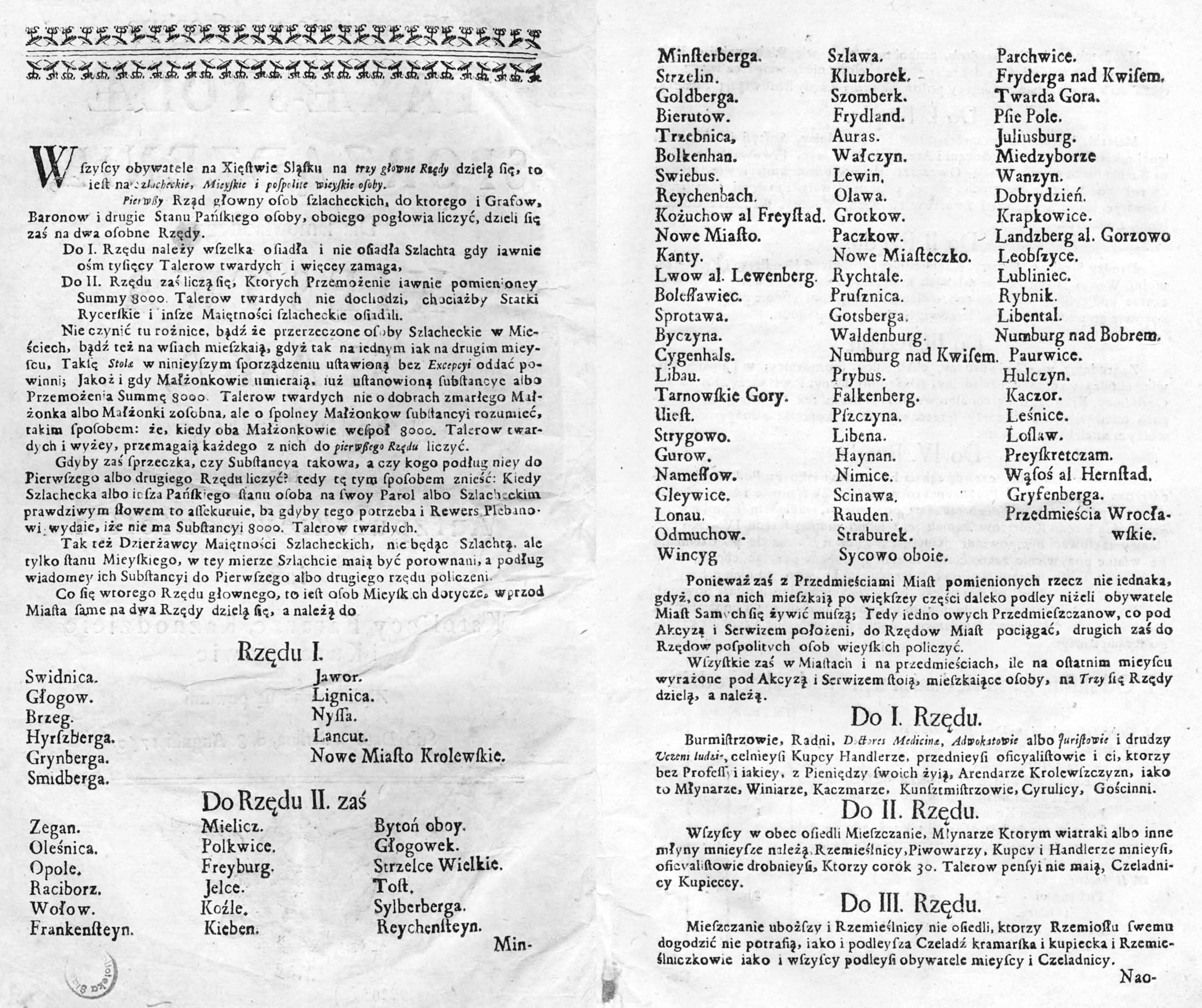
Nazwa Lignica wśród innych nazw śląskich miejscowości w urzędowym pruskim dokumencie z 1750 roku wydanym w języku polskim w Berlinie

Do śmierci księcia Jerzego Wilhelma w 1675, miasto było siedzibą potomków królewskiej dynastii Piastów. W Legnicy przez wiele wieków ścierały się wpływy polskie, czeskie i niemieckie. Miasto przechodziło kolejno pod panowanie Habsburgów i Hohenzollernów. W 1516, po śmierci Fryderyka I, władzę w Legnicy przejął jego syn Fryderyk II. Jego rządy przypadają na okres powstania i rozkwitu reformacji. Fryderyk II dokonał podziału księstwa między dwóch swoich synów, Legnica przypadła Fryderykowi III. Władzę w mieście objął zarządca króla czeskiego, a później starszy syn Fryderyka Henryk XI. Kolejnymi władcami byli: Fryderyk IV – brat Henryka XI, po jego śmierci miasto przeszła na syna Jerzego II Brzeskiego – Joachima Fryderyka, po którym dziedziczył Legnicę jego syn Jerzy Rudolf. Po śmierci w 1653 Jerzego Rudolfa władzę objął jego bratanek Ludwik IV, od 1663 następcą jego był najpierw jego brat Jerzy III a 7 miesięcy później trzeci z braci Chrystian. Zmarł on jednak w 1672 i rządy objęła jako regenta wdowa po nim Ludwika, ponieważ ich jedyny żyjący syn Jerzy Wilhelm Legnicki był niepełnoletni.
W 1526 roku utworzono w mieście Uniwersytet Legnicki – uczelnię luterańską, na której wykładowcami byli m.in. Bernard Ziegler, Kaspar Schwenkfeld, Werner, Valentin Trotzendorf. Wykłady tego uniwersytetu odbywały się prawdopodobnie przy kościele św. Jana na trzech wydziałach: teologicznym, filozoficznym, i prawniczym. Po niespełna trzech latach funkcjonowania uniwersytetu, został on rozwiązany. Przyczyny upadku były wielorakie, a przede wszystkim rozbicie profesorów na dwa obozy, z których każdy odmiennie interpretował naukę Lutra, jak również trudności materialne.
Okres przebudowy i rozbudowy umocnień fortyfikacyjnych przypadł na rządy Fryderyka I Habsburga, kiedy sułtan Sulejman Wspaniały po pobiciu Węgier w 1529 roku zagroził bezpośrednio koronie czeskiej i miastom śląskim. Aby zabezpieczyć swoją rezydencję i całe miasto, Fryderyk przeprowadził gruntowne praca budowlane. Praca te uczyniły wprawdzie z miasta silną fortecę, pociągnęły jednak za sobą całkowite zniszczenie szeregu monumentalnych budowli sakralnych. Wraz z przeprowadzonymi pracami fortyfikacyjnymi została wzniesiona w 1533 nowa brama wschodnia zamku piastowskiego.
Odrodzenie i reformacja, przypadające szczególnie na okres panowania Fryderyka II, były dla Legnicy okresem dalszego postępu specjalizacji zawodowej i techniki produkcji.
W 1528 przybyły z Zurychu Semprecht Sorg założył pierwszą w Legnicy drukarnię, aczkolwiek niewiele wiadomo o jej działalności. Kolejną drukarnię prowadził po 1543, a przed 1548 Paweł Aszer Hekicze. Kolejną drukarnię założył w 1591 Nicoalus Schneider, znany też pod zlatynizowanym nazwiskiem Santorius, od którego drukarnię nazywano „Santoriana”. Drukarnia Santoriusa odegrała ważną rolę w rozwoju kultury śląskiej, wydając dzieła m.in. takich autorów, jak Andrea Calagio (wrocławski humanista i lekarz), Anton Schultze (matematyk), Laurenti Ludovici Ligii (poeta i humanista), Bernard Martini (lekarz i filozof), Matttheci Zuberi. W początkach XVIII wieku w Legnicy miała swój oddział oficyna Michalea Rohrlacha z Lipska. Ukazywały się w niej m.in. dzieła Benjamina Schmolcka, a także praca Johanna Samuela Magnusa dotycząca historii Śląska. W wieku XVIII działał też w Legnicy drukarz Dawid Stegertisschen, wydając m.in. kilkutomową antologię literatury włoskiej. Publikacje drukarni legnickich wyróżniały się wysoką jakością druku i miedziorytów.
W okresie wojny trzydziestoletniej Jerzy Rudolf przeprowadził w Legnicy liczne prace fortyfikacyjne na zamku i w mieście. W początkowej fazie wojny miasto nie odczuło jej konsekwencji, można wręcz zauważyć pewien rozkwit, jednak już w latach późniejszych sytuacja uległa zmianie. Miasto musiało płacić kontrybucje Wallensteinowi, a żołnierze stacjonujący w okolicach Legnicy dopuszczali się rabunków i grabieży. W 1633 roku wskutek zarazy zmarło 3/4 ludności. W tym samym roku po uprzednim spaleniu przedmieścia do miasta wkroczyły wojska cesarskie i chociaż wycofali się z miasta to w roku 1639 Legnica znowu została obsadzona przez żołnierzy cesarskich. Od tego roku nad miastem wisiało bez przerwy niebezpieczeństwo szwedzkie. Na okres wojny trzydziestoletniej przypada wybuch w Legnicy kilku epidemii, a także poważne straty demograficzne i upadek gospodarczy miasta na całe dziesięciolecia.
Rządy ostatnich Piastów stanowią pomyślny okres w dziejach Legnicy. Zaraz po wojnie rozpoczęto odbudowę zniszczeń do czego namawiał Jerzy Rudolf. Daleko też było Legnicy do zaludnienia sprzed wojny trzydziestoletniej, również handel nie wrócił do poprzedniego stanu. Ostatni Piastowie robili wiele by zapewnić pomyślny rozwój gospodarczy Legnicy czemu miało służyć odnowienie i potwierdzenie szeregu przywilejów miejskich.
Po śmierci Jerzego Wilhelma z prawem do schedy piastowskiej wystąpił jego przyrodni brat August. Starania te zakończyły się jednak fiaskiem.
W latach 70. i 80. wieku siedemnastego, miasto Legnica i legnicki dwór księżnej Ludwiki, były miejscem gdzie pierwsze kroki stawiała potem powszechnie na świecie znana akuszerka Justyna Siegmund.
Przełom XVII i XVIII wieku zaznaczył się znacznym ożywieniem szkolnictwa legnickiego. W 1700 zostało otwarte 6-klasowe kolegium jezuickie. Po wieloletnich staraniach w 1708 roku powołano do życia w Legnicy tzw. Akademię Rycerską. Była to szkoła stanowa, wzorowana na podobnych zakładach istniejących w monarchii habsburskiej i w Rzeszy Niemieckiej. Mogła się w niej kształcić jedynie młodzież szlachecka, zarówno protestancka, jak i katolicka. Nauka trwała trzy lata. Wykładano uczniom prawo, literaturę, filozofię, historię, politykę, geografię, genealogię, heraldykę, matematykę, sztukę fortyfikacji i artylerii oraz architekturę. Obowiązkowym przedmiotem była też nauka języka francuskiego, a także lekcje jazdy konnej, fechtunku i tańca.
Z wojen śląskich Legnica wyszła bez poważniejszych zniszczeń, choć zwłaszcza podczas wojny siedmioletniej w jej pobliżu toczyły się intensywne działania wojenne. W 1741 Legnica trafiła pod panowanie pruskie, w związku z czym w ciągu trzech lat większość instytucji i urzędów została przeniesiona do rejencji głogowskiej, miasto przestało być ośrodkiem administracyjnym. Od 1742 roku Legnica stała się miastem garnizonowym. Ponadto w tym czasie była terenem ciągłych przemarszów i kwaterunków większych lub mniejszych jednostek wojskowych.
Po latach zastoju, a nawet regresu spowodowanego wojnami śląskimi i ich skutkami, od lat 80. XVIII wieku w życiu ekonomicznym Legnicy daje się zauważyć pewne ożywienie związane z powstaniem manufaktur. Już w 1787 roku istniała wytwórnia skór, manufaktura sukiennicza i wełniana. W tym też roku w Legnicy było 41 cechów.
W 1758 roku władze pruskie zarządziły likwidację twierdzy legnickiej, rozpoczęła się wówczas niwelacja wałów, pozostawiono jednak mury miejskie wraz ze starą fosą.

## DoI wojny światowej

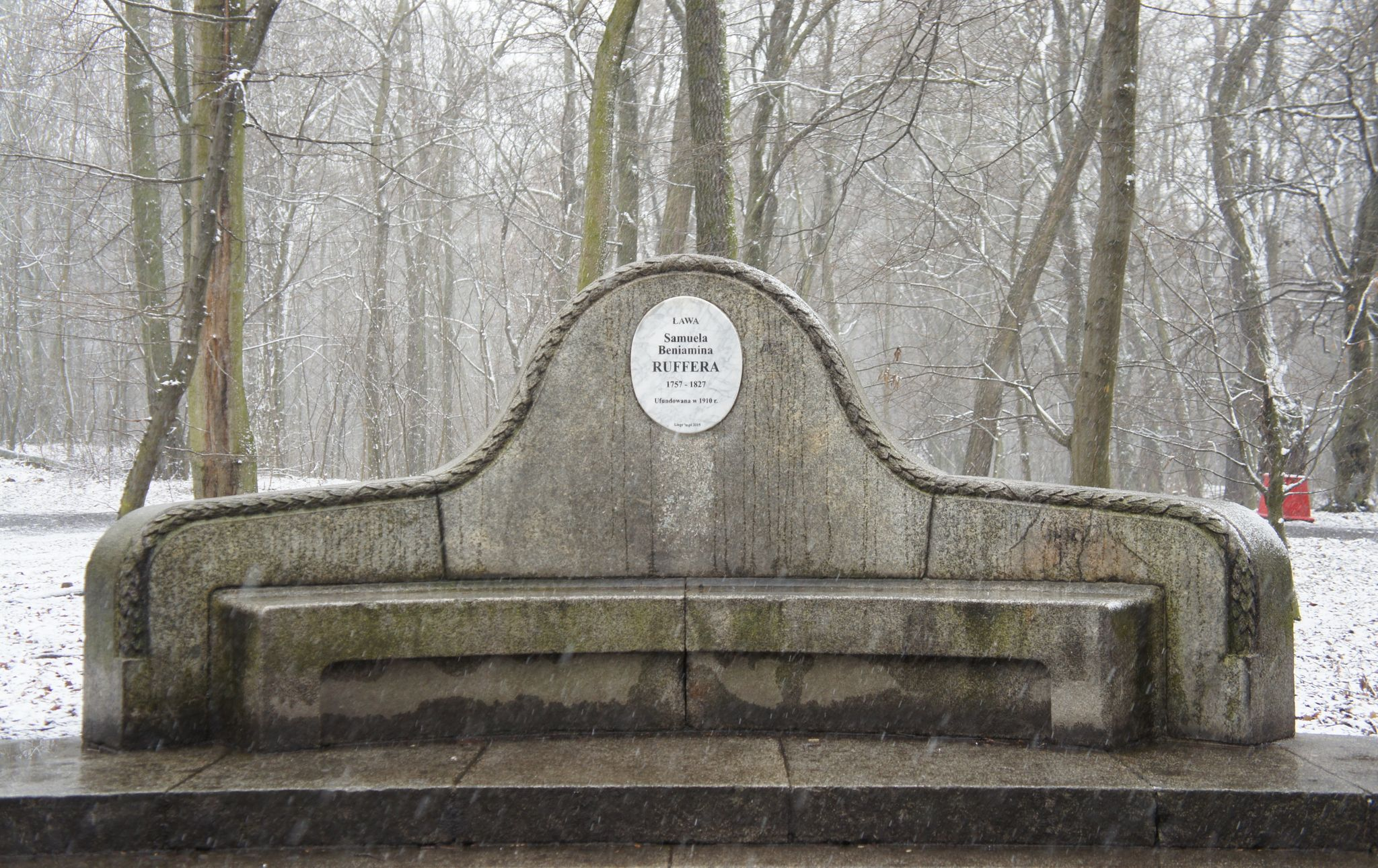
Ława Samuela Beniamina Ruffera z 1910 roku

U początku XIX wieku Legnica była ośrodkiem obejmującym w obrębie murów około 600-700 domów, na przedmieściach niespełna 200, liczącym nieco ponad 7000 mieszkańców. Niektóre instytucje i urządzenia nosiły wyraźne cechy zacofania, zaniedbana była zabudowa rynku, kanalizacja, cmentarze, organizacja władz miejskich, opieki społecznej, szkolnictwa. Rok 1806 zaczynał się dla Legnicy pod znakiem wojny. W pierwszych jego tygodniach przez Legnicę przeciągnął rosyjski korpus powracający spod Austerlitz. Następnie wkroczyły wojska napoleońskie, okupacja trwała do 1808 roku. Ważnym wydarzeniem dla Legnicy było przeniesienie z Głogowa nowo utworzonej rejencji dolnośląskiej. Czas wojen był trudny dla miasta – rzemiosło i handel wegetowały, ostry kryzys ogarnął sukiennictwo. Wojna 1812 roku wprawdzie rozgrywała się z dala od Śląska, ale już z końcem lutego 1813 roku wkroczyły do miasta oddziały rosyjskie. Jednak kilka miesięcy na powrót była pod okupacją napoleońską. 26 sierpnia między Legnicą a Złotoryją doszło do bitwy nad Kaczawą, w której sprzymierzeńcy rosyjsko-pruscy odnieśli zwycięstwo, a miasto ponownie przeszło w ich ręce.
Dłuższy okres pokoju i stabilizacji po kongresie wiedeńskim stwarzał warunki pomyślniejszego rozwoju. U przełomu XVIII i XIX wieku istniało w Legnicy tylko kilka manufaktur, liczących się na Śląsku. Wyraźne ożywienie rozwoju przemysłu nastąpiło w latach pięćdziesiątych i sześćdziesiątych. W rzemiośle najliczniejszą grupę stanowili szewcy i krawcy, dalej piekarze, stolarze. Natomiast rozwój handlu w Legnicy ocenia się jako przeciętny, nie otwierający większej perspektywy na przyszłość. Lata 1807–1870 przedstawiały się w dziejach Legnicy jako okres obfitujący w istotne dla jej losów wydarzenia. Zmienił się w Prusach układ stosunków, następowały zmiany w strukturze ekonomiczno-społecznej kraju, a razem z tym i w pozycji miasta, mieszczaństwa, inteligencji. Przekształcenia te znalazły w Legnicy swe odbicie – przeobraża się wtedy stopniowo miasto, jego wygląd, zasięg, zarząd, a równocześnie i społeczeństwo. Tworzą się podstawy pod wielkomiejski rozwój nowoczesnej, na razie kapitalistycznej Legnicy, wchodzącej w epokę przewrotu przemysłowego.
Legnica przed zjednoczeniem Niemiec liczyła ponad 23 tys. mieszkańców. Na ten okres przypada również ożywienie życia gospodarczego. Dotyczy to głównie: przemysłu fabrycznego – zwłaszcza dwa jego działy: szlifierski i ceramiczny; przemysłu mineralnego; metalowego – reprezentowanego przez takie działy jak: mosiężny, zabawkarski, wyrobów ze stali i srebra; a także przemysłu maszynowego. Poza tymi gałęziami przemysłu rozwijał się w Legnicy przemysł drzewny i odzieżowy.
Zmiany gospodarcze i związany z tym rozwój wpłynął na to iż do roku 1914 miasto osiągnęła ponad 70 tys. ludności, w porównaniu więc z rokiem 1871 był to wzrost o blisko 300%.
Współczesny kształt przestrzenny miasta określony został w końcu XIX wieku i na początku XX wieku Legnica stała się dużym ośrodkiem gospodarczym i administracyjnym Dolnego Śląska – siedzibą rejencji. Strukturę gospodarczą miasta cechowała duża różnorodność, obok przemysłu istniał dobrze rozwinięty handel i rzemiosło, funkcjonowała sieć banków. Znaczącą rolę w życiu miasta odgrywały ogrodnictwo, hodowla oraz przemysł rolno-spożywczy. Powstałe na początku XIX wieku Legnickie Towarzystwo Rolnicze organizowało coroczne wystawy zwierząt hodowlanych, roślin przemysłowych, maszyn rolniczych, owoców i kwiatów. W granicach miasta znajdowało się dużo terenów zielonych. W Legnicy tworzono liczne parki z egzotyczną roślinnością, ogrody, palmiarnie i wystawy kwiatów. Powstały trzy linie tramwajowe. Okres I wojny światowej okazał się dla miasta i jego mieszkańców szczególnie niekorzystny. W zasadzie ujawniło się to we wszystkich dziedzinach życia ludności. Z jednej strony narastały więc trudności natury finansowej, z drugiej gospodarcze i społeczno-polityczne.
Oświata, opieka zdrowotna i system ubezpieczeń społecznych w zasadzie funkcjonował sprawnie. Mimo to zarówno sytuacja robotników, jak i innych warstw społeczeństwa ulegała wyraźnemu pogorszeniu. Czynnikiem sprawczym były warunki wojenne. Z jednej strony istniał system kartkowy, z drugiej – stale pogarszające się zaopatrzenie rynku. Wszystko to sprawiło, że Legnica – podobnie jak cała Rzesza – w listopadzie 1918 roku stanęła przed perspektywą rewolucji.
Dynamiczny rozwój Legnicy przerwany został w XX wieku przez dwie kolejne wojny. Zwłaszcza II wojna światowa odcisnęła na gospodarce miasta negatywne piętno. W roku 1939 Legnica była hitlerowskim ośrodkiem kształcenia ukraińskich organizacji wojskowych, które wzięły następnie udział w agresji przeciwko Polsce we wrześniu 1939.

## Historia współczesna

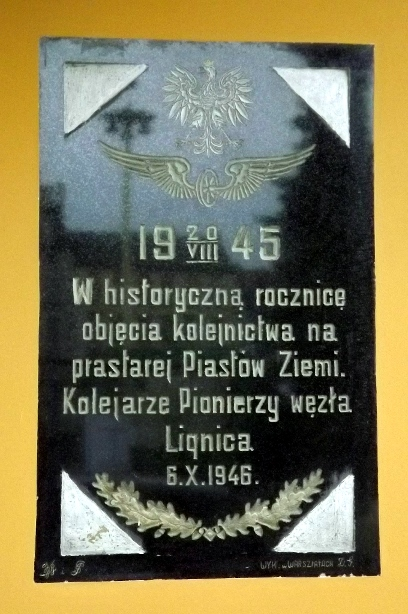
Tablica upamiętniająca przejęcie dworca PKP Legnica przez polskich kolejarzy

Oddziały hitlerowskie zostały wyparte z miasta po walkach toczonych 8 – 9 lutego 1945 roku. Poległych podczas walk 2249 żołnierzy radzieckich pochowano na miejscowym cmentarzu (ku ich czci na pl. Słowiańskim wzniesiono w 1951 roku pomnik).
Od 1945 Legnica znalazła się w granicach Polski. Przez krótki okres była siedzibą nowych polskich władz na Dolnym Śląsku, ponieważ Wrocław był zbytnio zniszczony. Miasto stanowiło tymczasową siedzibę wojewody dolnośląskiego oraz większości urzędów wojewódzkich.
Legnica przez czas wojny była właściwie nienaruszona do czasu wejścia Armii Czerwonej (poza paroma kamienicami na przedmieściach), w maju 1945 wojsko radzieckie (przy milczącej aprobacie przełożonych) podpaliło zabytkową starówkę miejską.
W lipcu 1945 wybrane zostało na siedzibę dowództwa Północnej Grupy Wojsk Armii Radzieckiej. Marszałek Rokossowski zażądał przeniesienia wszystkich urzędów oraz ludności polskiej do wydzielonej dzielnicy na przedmieściach (dzielnica Kartuzy). Na przeprowadzkę dano 24 godziny, a późniejszy raport UB donosił: Przesiedlenie to przypominało pewne momenty z okresu okupacji niemieckiej, a stosowane do ludności żydowskiej przy wysiedleniach względnie organizowaniach getta.

Mieszkania były brutalnie zabierane przez Rosjan, którzy pozwalali zabierać tylko bagaż podręczny. Tysiące ludzi koczowało pod gołym niebem. Wydarzenia te wywołały falę ucieczek polskiej ludności z Ziem Zachodnich i pojawienie się plotek o masakrze Polaków przez Rosjan. Jesienią większość obiektów użyteczności publicznej była zajęta przez wojskowe władze radzieckie, wtedy też pozwolono na ponowne zasiedlanie miasta przez Polaków. W kwietniu 1946 zarząd miejski w Legnicy szacował, że było w niej 16 700 Polaków, 12 800 Niemców i ponad 60 000 Rosjan.
9 maja 1960 roku Legnicę odwiedził I sekretarz KC PZPR Władysław Gomułka w towarzystwie premiera Józefa Cyrankiewicza, ministra obrony narodowej Mariana Spychalskiego i I sekretarza KW PZPR Władysława Matwina.
W roku 1963 zgodnie z decyzją władz miasta dokonano rozbiórki średniowiecznego Starego Miasta.
Legnica zaczęła odzyskiwać znaczenie ponadregionalne na początku lat 60. dwudziestego stulecia, w związku z odkryciem w okolicy przez Jana Wyżykowskiego bogatych złóż miedzi i powstaniem Legnicko-Głogowskiego Okręgu Miedziowego. Zadecydowało to o znacznej rozbudowie przemysłu powstałego na potrzeby tzw. Starego Zagłębia Miedziowego w 1952 Huty Miedzi, a także powstaniu Zakładów Mechanicznych „Legmet” oraz Fabryki Przewodów Nawojowych „Elpena”. Funkcjonowała fabryka kwasu siarkowego, przewodów nawojowych, fabryka fortepianów i pianin, nakryć stołowych Lefana, zakłady przemysłu odzieżowego Elpo, dziewiarskiego Hanka i Milana, zakłady mięsne, zielarskie Herbapol oraz zakłady browarnicze.
W nowym, wprowadzonym w 1975, podziale administracyjnym kraju Legnica stała się siedzibą władz wojewódzkich.
21 lutego 1978 roku na ówczesnym Placu Przyjaźni Polsko-Radzieckiej nastąpiło odsłonięcie pomnika marszałka Konstantego Rokossowskiego.

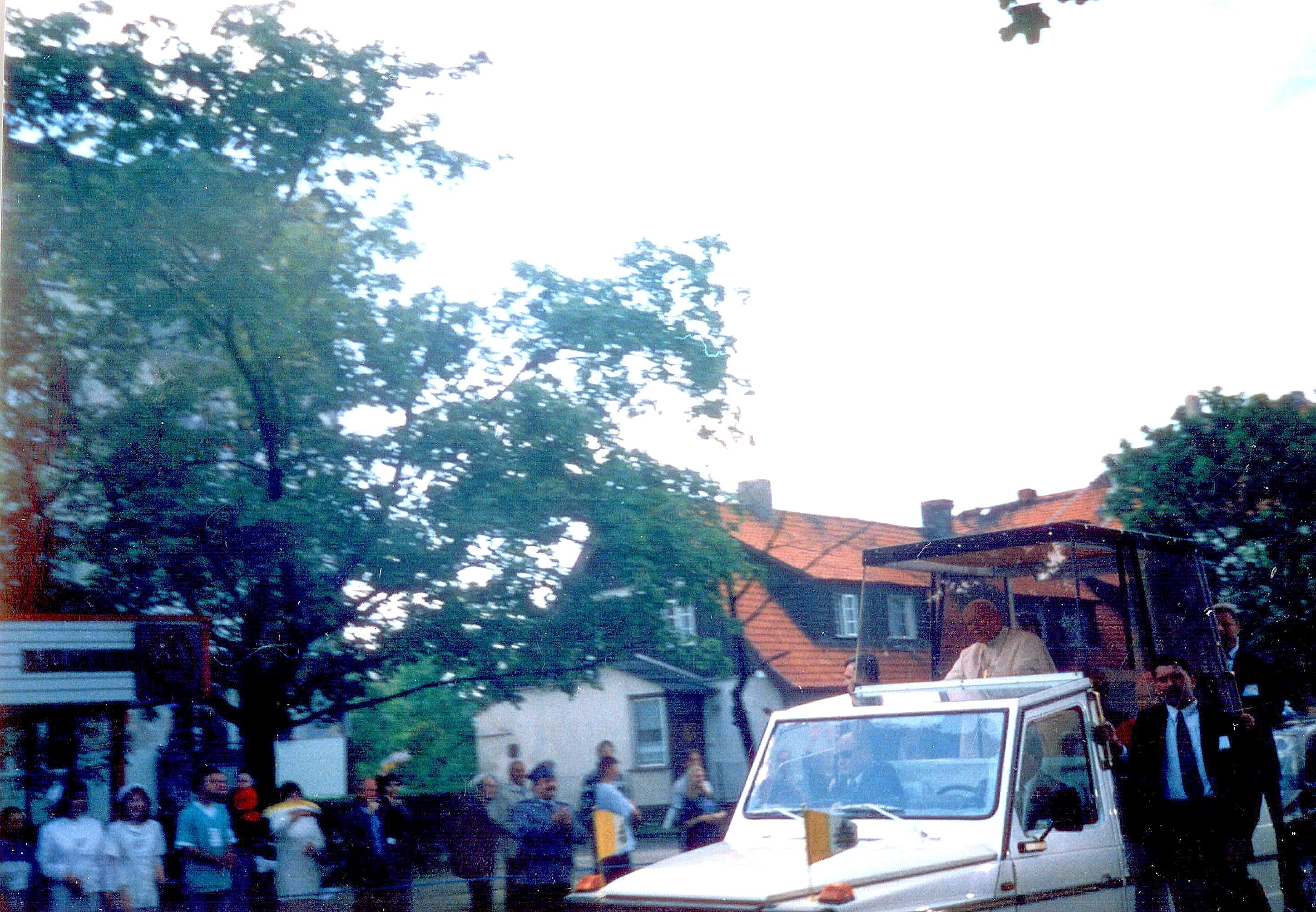
Papież Jan Paweł II w Legnicy, 02.06.1997 r., ul. Rzeczypospolitej

Na przełomie lat osiemdziesiątych i dziewięćdziesiątych XX wieku Legnica przeżywała eksplozję demograficzną. Pomiędzy latami 1985 a 1990 miasto zyskało około 20 000 nowych mieszkańców co stanowiło około 25% poprzedniej liczby ludności, Legnica awansowała pierwszy raz w swej historii do grona miast ponad 100-tysięcznych.
W marcu 1992 Legnica została stolicą nowo utworzonej diecezji legnickiej Kościoła rzymskokatolickiego.
We wrześniu 1993 Legnicę opuścił ostatni żołnierz rosyjski.

W czerwcu 1997 r. miasto odwiedził z wizytą papież Jan Paweł II.

Utrata statutu miasta wojewódzkiego nastąpiła w dniu 1 stycznia 1999.